# Anomalisa
Anomalisa és una pel·lícula estatunidenca d’animació per a adults en stop-motion de comèdia dramàtica psicològica del 2015 dirigida de Charlie Kaufman i Duke Johnson i escrita per Kaufman. Es basa en una obra d'àudio de Kaufman de 2005 que explora la síndrome de Fregoli. Anomalisa segueix l'expert britànic en atenció al client de mitjana edat, Michael Stone (David Thewlis), que percep a tothom (Tom Noonan) com a idèntics excepte per Lisa Hesselman (Jennifer Jason Leigh), a qui coneix en un hotel de Cincinnati.
L'obra d'àudio de Kaufman es va estrenar a Los Angeles i va comptar amb les veus de Thewlis, Noonan i Leigh. Es va oposar a adaptar l'obra a una pel·lícula, tement perdre el mèrit artístic, però va començar a explorar la idea el 2012 després d'incorporar edicions al guió. El rodatge va patir retards, ja que Starburns Industries va aconseguir inicialment el finançament de la producció de Kickstarter només per adaptar l'obra com a curtmetratge, i l'animació va començar a finals de 2013. Els cineastes van enfrontar-se a problemes amb la tecnologia stop-motion, un mitjà notòriament laboriós. Això es va pal·liar després que Paramount Animation es va unir a la producció, permetent que la pel·lícula s'ampliés a llargmetratge.
Anomalisa es va estrenar al Festival de Cinema de Telluride el 4 de setembre de 2015 i es va estrenar als cinemes als Estats Units. el 30 de desembre per Paramount Pictures. La pel·lícula va rebre elogis de la crítica, amb elogis pel seu guió, direcció i contingut temàtic. Va ser nominada a un Oscar a la millor pel·lícula d'animació, la primera pel·lícula d'animació amb classificació R a ser nominada en aquesta categoria, i va ser nominat al Globus d'Or a la millor pel·lícula d'animació. Va guanyar el Gran Premi del Jurat a la 72a Mostra Internacional de Cinema de Venècia, la primera pel·lícula d'animació a obtenir-ho.

## Argument
L'any 2005, Michael Stone, expert en atenció al client solitari i conferenciant motivacional de mitjana edat, nascut a Anglaterra, viatja a Cincinnati, Ohio per promocionar el seu darrer llibre en una convenció a l'hotel Fregoli. Se sent distat de tots els que l'envolten, als quals percep que tenen una cara i una veu idèntiques, inclosos la seva dona i el seu fill.
Michael practica el seu discurs a la seva habitació, però es veu perseguit pel record d'una carta enfadada d'una antiga amant, la Bella, a qui va abandonar sobtadament fa anys sense cap explicació. Ell s'arregla per trobar-se amb ella al bar de l'hotel, però ella encara està molesta i indignada per la seva invitació a la seva habitació, i finalment se'n va. Anant a passejar, Michael confon una Sex-shop amb una botiga de joguines per a nens. Volent comprar-li un regal al seu fill, entra i s'adona del seu error, però queda fascinat per una nina animatrònica japonesa darrere del taulell.
Després de dutxar-se, Michael sent una veu femenina única i surt corrents de la seva habitació per trobar-la. Coneix la Lisa, una jove insegura que assisteix a la convenció amb la seva amiga Emily. Encisat per la seva aparença i veu úniques, convida les dues dones a prendre una copa al bar. Més tard, per sorpresa de la Lisa, Michael la convida a la seva habitació. Encara captivat, l'anima a cantar i explicar-li la seva vida. Ella canta "Girls Just Want to Have Fun" de Cyndi Lauper" i després que ella es digui "anomalia", ell la sobrenomena Anomalisa. Els dos es fan íntims i finalment tenen sexe.
Michael té un malson en què li cau la meitat inferior de la cara i la gent idèntica del món el persegueix, dient que l'estimen i insistint que ell i la Lisa no poden estar junts. El somni inspira Michael a proposar que ell i la Lisa comencen una nova vida junts. Ella està d'acord, però els seus hàbits alimentaris durant l'esmorzar l'avorreixen, i la seva veu i la seva cara comencen a transformar-se en les de tots els altres. Durant la seva xerrada a la convenció, Michael pateix una crisi mental, al·legant que no té ningú amb qui parlar i despotricar sobre el govern estatunidenc, alienant l'audiència.
Michael torna a casa seva a Los Angeles, Califòrnia. Ell regala la nina animatrònica japonesa al seu fill que està desconcertat i nota que se'n filtra una misteriosa substància. La seva dona nota la seva semblança amb el semen, però ho descarta amb indiferència. Ella ha organitzat una festa sorpresa per a Michael, però ell no reconeix cap dels assistents, la qual cosa l'enfada. Michael s'asseu sol a les escales mentre la nina, amb danys a la cara als mateixos llocs que les cicatrius facials de la Lisa, canta "la cançó de Momotarō", una cançó infantil japonesa. La Lisa escriu una carta a Michael, dient que espera que es tornin a trobar mentre l'Emily, asseguda al seu costat al seu cotxe, té la seva cara única.

## Repartiment
- David Thewlis com a Michael Stone, un orador motivacional britànic de mitjana edat nascut en anglès i expert en servei al client amb una actitud majoritàriament negativa. Per a ell, totes les persones semblen i sonen iguals excepte Lisa, a qui percep com a diferent.
- Jennifer Jason Leigh com a Lisa Hesselman, una dona dolça però insegura que ha vingut a l'hotel per assistir a la xerrada d'en Michael sobre servei al client.
- Tom Noonan com tots els altres.

## Producció

### Desenvolupament
La primera versió d'Anomalisa va ser escrita i representada l'any 2005 per a la sèrie de Los Angeles de "Theatre of the New Ear", descrita com "un concert per a música i text, o un conjunt de 'jocs sonors'" per Carter Burwell, qui els va encarregar i els va musicar. Va ser una doble sessió amb Hope Leaves the Theatre de Kaufman, i va substituir Sawbones, de la sèrie anterior dels germans Coen a Nova York, després que els actors d'aquella obra no estiguessin disponibles. Aquesta Anomalisa es va atribuir al pseudònim Francis Fregoli, una referència a la síndrome de Fregoli, un trastorn centrat en la creença que diferents persones són de fet un persona soltera que canvia d'aparença o està disfressada. L'actuació del 2005 tenia Thewlis i Leigh asseguts a costats oposats de l'escenari, amb Noonan al mig; Burwell va dirigir el Parabola Ensemble, i hi havia un artista foley.
Kaufman inicialment es va oposar a convertir l'obra en una pel·lícula d'animació, dient que l'obra tenia "una desconnexió entre el que es diu a l'escenari i el que veu el públic: hi ha Tom interpretant tots aquests personatges, hi ha Jennifer i David fent sexe mentre ells realment esteu dempeus l'un de l'altre a l'escenari i gemegant". La pel·lícula es va reinventar, tot i que The Guardian va descriure el seu guió com "pràcticament el mateix" que el de l'obra original.
La productora de la pel·lícula, Starburns Industries, va buscar finançament a Kickstarter per "produir aquesta pel·lícula única i bella fora del típic sistema d'estudi de Hollywood", on la companyia creia que la pel·lícula canviaria inevitablement des de la seva concepció inicial. Inicialment presentat com un curtmetratge "d'uns 40 minuts de durada", l'equip va establir un objectiu de finançament de 200.000 dòlars. Al final de la campanya, 5.770 patrocinadors havien promès 406.237 dòlars al projecte. Després de l'èxit de la iniciativa Kickstarter, la productora de la pel·lícula, Starburns, va aconseguir finançament addicional. Indústries, i la durada de la pel·lícula es va ampliar a llargmetratge.

### Animació
Els titelles es van crear amb impressores 3D, amb diverses còpies de cada personatges. Es van crear divuit Michaels i sis Lisas. Johnson va explicar que l'equip va dir que aquests titelles realistes serien "pertorbadors i desagradables", però no hi va estar d'acord, dient que la naturalesa de la pel·lícula stop-motion, amb mans humanes movent titelles per a cada fotograma, va aportar "vida orgànica" al mitjà. Un dels objectius de la pel·lícula era que els espectadors "oblidessin que miraven alguna cosa animada i només s'impliquessin en l'escena”, va dir; "El repte que vam sentir amb tantes coses animades és que sempre ets conscient de l'animació i ens vam preguntar: 'I si ens poguéssim escapar? Com seria?'".
Kaufman i Johnson han descrit el procés d'animació stop-motion com a "laboriós" i han trobat reptes per fer que els titelles semblin realistes i relacionables. L'animador Dan Driscoll va dir que van trobar persones sobre qui modelar els titelles, estudiar el moviment humà i les expressions facials per produir un resultat precís, crear els titelles i construir els decorats, i finalment va col·locar els titelles als decorats i els va moure fotograma a fotograma per crear la il·lusió de moviment. Kaufman va dir que el mitjà de stop-motion sustenta la narrativa d' Anomalisa cridant l'atenció sobre petits detalls que els espectadors no notarien en una pel·lícula d'imatge real. The film was in production for more than two years.

## Estrena
Anomalisa es va estrenar al Festival de Cinema de Telluride el 4 de setembre de 2015. La pel·lícula es va projectar al Festival Internacional de Cinema de Venècia el 8 de setembre i al Festival Internacional de Cinema de Toronto el 15 de setembre. Poc després, Paramount Pictures va adquirir els seus drets de distribució mundial. La pel·lícula va tenir una estrena limitada el 30 de desembre de 2015 i una estrena més àmplia el gener.
Els packs en DVD i Blu-ray de la pel·lícula es van llançar el 7 de juny de 2016. El paquet Blu-ray Combo amb Digital HD inclou una visió en profunditat del procés de realització de pel·lícules amb Kaufman i Johnson i tres vídeos darrere de les escenes, inclosa una visió ampliada del procés de producció i temes més profunds de la història. També es mostren el disseny de so i les tècniques innovadores utilitzades per crear una de les escenes més intricades i íntimes de la pel·lícula. En el pack Blu-ray, gràcies al DTS-HD Master Audio 5.1 utilitzat en la producció de la pel·lícula, els efectes de so ambiental com el fons del bar de l'hotel es poden escoltar perfectament i combinar-se amb el diàleg.

### Resposta crítica
A Rotten Tomatoes, la pel·lícula té una puntuació d'aprovació del 91% basada en 278 ressenyes, amb una valoració mitjana de 8.4/10. El consens crític del lloc web diu: "Anomalisa marca un altre punt destacat brillant i totalment distintiu a la filmografia de Charlie Kaufman, i una delícia que incita a la reflexió per als aficionats al cinema introspectiu." La pel·lícula també té una mitjana ponderada de 88 sobre 100 a Metacritic basada en 46 ressenyes, cosa que indica "aclamació universal".
ATime Out David Calhoun va premiar la pel·lícula amb cinc estrelles de cinc i va escriure: "És el que t'imagines que podria haver passat si Charlie Kaufman hagués posat les mans sobre Up in the Air o Lost in Translation." Drew McWeeny de Hitfix la va anomenar "l'experiment més transgressor fins ara de Charlie Kaufman" i el va qualificar amb A+.Amy Nicholson de LA Weekly va donar una A a la pel·lícula i va escriure: "Kaufman ens està desmuntant el cervell i ens mostra els engranatges". Peter Bradshaw de The Guardian va donar el pel·lícula cinc de cinc, nomenant-la la seva pel·lícula de la setmana, i va escriure: "És molt divertida i, per cert, compta amb una de les escenes de sexe més extraordinàriament reals de la història del cinema. També em va espantar com podria un horror de primer nivell o una distòpia de ciència-ficció... Hi ha algú més a les pel·lícules fent un treball tan únic i extraordinari?"
El crític de The Observer Mark Kermode va donar a Anomalisa tres de cinc, escrivint: "De vegades s'esfondra... Però hi ha alguna cosa màgica en el malestar que provoca això. per sobre de la mera misantropia: un sentit intensificat de vida fràgil que potser només els titelles podrien esperar aconseguir." Stephanie Zacharek de Time va escriure: "Una vegada comenceu a comptar amb l'obsessió d' Anomalisa per l'autoabsorció, la novetat d'aquesta festa de pietat d'un sol home comença a desaparèixer."

### Llistes Top ten
Anomalisa va figurar a les llistes Top ten de nombrosos crítics el 2015.
- 1r– Drew McWeeny, HitFix
- 1r– Aaron Hills, The Village Voice
- 1r– Tim Grierson, Screen International
- 2n– Michael Phillips, Chicago Tribune
- 2n– Amy Nicholson, L.A. Weekly
- 2n– Alison Willmore, BuzzFeed
- 2n– Ella Taylor & Kristopher Tapley, Variety
- 2n– Glenn Kenny, RogerEbert.com
- 2n– Matt Singer, ScreenCrush
- 3r– Alonso Duralde, TheWrap
- 3r– Matt Goldberg, Collider
- 3r– Ben Travers, Indiewire
- 3r– Matt Fagerholm, RogerEbert.com
- 3r– Dennis Dermody, Paper
- 3r– Will Leitch, The New Republic
- 4t– Peter Sobczynski & Nick Allen, RogerEbert.com
- 4t– The Guardian
- 4t– John Powers, Vogue
- 4t– Geoff Berkshire, Variety
- 5è– Michael Atkinson, The Village Voice
- 5è– Steve Persall, Tampa Bay Times
- 5è– A.O. Scott, The New York Times (amb Carol)[33]
- 6è– Kate Erbland, Indiewire
- 6è– William Bibbiani, CraveOnline
- 6è– Erin Whitney, ScreenCrush
- 6è– Todd McCarthy, The Hollywood Reporter
- 7è– Jake Coyle, Associated Press
- 7è– Mike D'Angelo, The A.V. Club
- 7è– Eric Kohn & Jessica Kiang, Indiewire
- 7è– Rafer Guzman, Newsday
- 9è– Noel Murray, The A.V. Club
- 10è– Rodrigo Perez, Indiewire
- 10è– Peter Rainer, The Christian Science Monitor
- 10è– Peter Travers, Rolling Stone (tied with Inside Out)
- Top 10 (lllista alfabètica) – Steven Rea, The Philadelphia Inquirer
- Top 10 (lllista alfabètica, no puntuat) –  Stephen Whitty, The Star-Ledger

### Reconeixements
| Premi                                                | Categoria                                                                              | Receptor                                                      | Resultat    |
| ---------------------------------------------------- | -------------------------------------------------------------------------------------- | ------------------------------------------------------------- | ----------- |
| Premis Oscar de 2015                                 | Millor pel·lícula d'animació                                                           | Charlie Kaufman, Duke Johnson, i Rosa Tran                    | Nominat     |
| Globus d'Or                                          | Millor pel·lícula d'animació                                                           | Charlie Kaufman i Duke Johnson                                | Nominat     |
| Premis Golden Reel                                   | Millor edició de so: efectes de so, Foley, diàleg i ADR en un llargmetratge d'animació | Aaron Glacock, Christopher S. Aud, MPSE                       | Nominat     |
| 21ns Premis Critics' Choice                          | Millor pel·lícula d'animació                                                           | Charlie Kaufman i Duke Johnson                                | Nominat     |
| 43ns Premis Annie                                    | Millor pel·lícula d'animació                                                           | Rosa Tran, Duke Johnson, Charlie Kaufman i Dino Stamatopoulos | Nominat     |
| 43ns Premis Annie                                    | Millor direcció d'un llargmetratge                                                     | Charlie Kaufman i Duke Johnson                                | Nominat     |
| 43ns Premis Annie                                    | Millor música en una producció de llargmetratges                                       | Carter Burwell                                                | Nominat     |
| 43ns Premis Annie                                    | Millor interpretació de veu en un llargmetratge                                        | Jennifer Jason Leigh                                          | Nominat     |
| 43ns Premis Annie                                    | Millor muntatge en una producció de llargmetratges                                     | Garrett Elkins                                                | Nominat     |
| Austin Fantastic Fest                                | Millor director                                                                        | Duke Johnson i Charlie Kaufman                                | Guanyador   |
| Austin Fantastic Fest                                | Fantastic Features                                                                     | Duke Johnson i Charlie Kaufman                                | Guanyador   |
| Golden Tomato Awards                                 | Millor pel·lícula d’animació 2015                                                      | Anomalisa                                                     | 3r lloc     |
| Independent Spirit Award                             | Millor pel·lícula                                                                      |                                                               | Nominat     |
| Independent Spirit Award                             | Millor director                                                                        | Charlie Kaufman i Duke Johnson                                | Nominat     |
| Independent Spirit Award                             | Millor guió                                                                            | Charlie Kaufman                                               | Nominat     |
| Independent Spirit Award                             | Millor actriu secundària                                                               | Jennifer Jason Leigh                                          | Nominat     |
| American Cinema Editors                              | Millor pel·lícula d'animació editada                                                   | Garret Elkins                                                 | Nominat     |
| Festival de Cinema de Mill Valley                    | Premi del Públic                                                                       | Charlie Kaufman i Duke Johnson                                | Guanyador   |
| Crítics de Cinema de Toronto                         | Millor pel·lícula d’animació                                                           | Charlie Kaufman i Duke Johnson                                | Participant |
| Mostra de Venècia                                    | Gran Premi Especial del Jurat                                                          | Charlie Kaufman i Duke Johnson                                | Guanyador   |
| Mostra de Venècia                                    | Premi Future Film Festival Digital                                                     | Charlie Kaufman i Duke Johnson                                | Guanyador   |
| Mostra de Venècia                                    | Lleó d'Or                                                                              | Charlie Kaufman i Duke Johnson                                | Nominat     |
| Mostra de Venècia                                    | Premi Green Drop                                                                       | Charlie Kaufman i Duke Johnson                                | Nominat     |
| Premis de l'Associació de Crítics de Cinema d'Austin | Millor pel·lícula                                                                      |                                                               | Nominat     |
| Premis de l'Associació de Crítics de Cinema d'Austin | Millor pel·lícula d’animació                                                           |                                                               | Nominat     |
| Premis de l'Associació de Crítics de Cinema d'Austin | Top 10 Best films                                                                      |                                                               | 4t lloc     |
| Premis de l'Alliance of Women Film Journalists       | Millor representació de nuesa, sexualitat o seducció                                   | David Thewlis i Jennifer Jason Leigh (junt amb Carol)         | Guanyador   |
| Premis de l'Alliance of Women Film Journalists       | Millor pel·lícula d’animació                                                           |                                                               | Nominat     |
| Village Voice Film Poll                              | Millor pel·lícula d'animació                                                           | Anomalisa                                                     | 2n lloc     |
| Village Voice Film Poll                              | Millor pel·lícula                                                                      | Anomalisa                                                     | Nominat     |
| Village Voice Film Poll                              | Millor guió                                                                            | Anomalisa                                                     | 4t lloc     |
| 20ns Premis Satellite                                | Millor pel·lícula d'animació o de mitjans mixts                                        |                                                               | Nominat     |
| 42ns Premis Saturn                                   | Millor pel·lícula d'animació                                                           |                                                               | Nominat     |